# Künzing
Künzing este o comună aflată în districtul Deggendorf, landul Bavaria, Germania.